# Lelis (ilustrador)
Marcelo Eduardo Lelis de Oliveira (Montes Claros, 30 de julho de 1967), conhecido como Lelis, é um ilustrador e quadrinista brasileiro, com trabalhos publicados no Brasil, na França e na Sérvia.

## Biografia
Iniciou a carreira de ilustrador em 1986, no jornal Diário de Montes Claros. Três anos depois, passou para o Jornal O Norte, também da sua cidade natal. Mudou-se para Belo Horizonte em 1992, passando a trabalhar para o jornal Estado de Minas. Em 1997, foi para São Paulo, onde tornou-se colaborador da Folha de S.Paulo.
Criou histórias em quadrinhos para as revistas independentes Graffiti 76% Quadrinhos e Legenda. Em 2001, publicou o álbum Saino a percurá, com histórias ambientadas na região norte de Minas Gerais, lançado na Espanha em 2004 com o título Yendo a Buscar.
O reconhecimento internacional pelo seu trabalho veio em 2002, com um convite para participar do Festival de Angoulême, na exposição Traits Contemporains!, dedicada às novas tendências dos quadrinhos.
Voltou para Belo Horizonte e, no ano de 2004, desenhou uma série de ilustrações sobre Ouro Preto, Congonhas, São João del Rei, Tiradentes e Diamantina, reunidas no livro Cidades do Ouro (Editora Casa 21, 2005). Em 2009, publicou o álbum Dernières cartouches (Últimos cartuchos), pela editora francesa Casterman. A graphic novel, com roteiro de Antoine Ozanam, conta uma história de caça ao tesouro ambientada no período da Guerra de Secessão estadunidense. Também pela Casterman, a dupla publicou Guele Noire em 2015.
Ainda em 2009, Lelis foi um dos autores selecionados para a antologia sérvia Stripolis, que reuniu histórias em quadrinhos de artistas da República Tcheca, Polônia, Canadá, EUA, Itália e Bélgica. Foi também incluído na segunda edição da coletânea canadense The Anthology Project (Lucidity Press), em 2011.
Em 2019, ilustrou o álbum francês Popeye: Un Homme à la Mer, escrito por Antoine Ozanam, trata-se de uma HQ de Popeye, criado por E. C. Segar, que encontra-se em domínio público na Europa.